# بگتو
بگتو یک نام خانوادگی ایتالیایی است. افراد سرشناس با این نام خانوادگی عبارتند از:
- آندریا بگتو (زادهٔ ۱۹۹۴)، بازیکن فوتبال اهل ایتالیا
- جوزپه بگتو (زادهٔ ۱۹۳۹)، دوچرخه‌سوار اهل ایتالیا
- لوئیجی بگتو (زادهٔ ۱۹۷۳)، بازیکن فوتبال اهل ایتالیا
- ماسیمو بگتو (زادهٔ ۱۹۶۸)، بازیکن و مربی فوتبال اهل ایتالیا